# 安部みちこ
安部 みちこ（あべ みちこ、1977年12月14日 - ）は、NHKのアナウンサー。

## 人物
愛媛県立松山東高等学校、お茶の水女子大学教育学部卒業後、2000年入局。NHKの女性アナウンサーで最初に地上デジタル放送推進イベントに起用された。私生活では『金曜かきこみTV』担当時に結婚し、2008年10月23日の『ゆうどきネットワーク』にて、妊娠していることを発言。2009年1月9日の放送を最後に出産準備のため降板し育児休職。2010年3月に復職し、現在に至る。

## 嗜好・挿話
- 好きな食べ物：旬のもの何でも[1]
- 趣味：手紙を書くこと、大学時代にやっていた水泳、料理（弁当・味噌・漬け物作り）[1]
- 心身リフレッシュ術：台所に立つ、筋トレ[1]
- 家族：夫、子供は2人[1]（娘、息子[2]）がおり、松山放送局在籍中のブログで度々登場していた。祖父が漁師。父も漁船を所有している[1]。2人姉妹で、妹がいることをブログで明かしている。

## 現在の担当番組
- 100分de名著（Eテレ、2018年10月1日 - ） - 司会
- あさイチ（2023年4月 - ） - リポーター

## 過去の担当番組
徳島放送局時代（2000年度 - 2003年度）
- てれごじ。（徳島エリア担当）
- NHKニュースおはよう日本（2001年8月20日 - 31日） - 青山祐子の代役

東京アナウンス室時代（1度目）（2004年度 - 2012年度）
- 2002 FIFAワールドカップ本大会組合せ抽選会特番 - アシスタント
- 金曜かきこみTV（2004年度・2005年度） - 司会
- 双方向TV 地球ゴーラウンド（ - 2006年3月）- 司会
- わたしはあきらめない - インタビュアー、“同郷”武内陶子の後任として終了まで担当
- ニッポン総決算!プライスの謎2005（2005年12月23日） - 進行役[3]
- ニュースウオッチ9（2006年度・2007年度） - レポーター
- ゆうどきネットワーク（2008年3月31日 - 2009年1月9日）[4]
- NHKニュース（正午）（関東ローカルニュース、平日）
- 首都圏ネットワーク（2010年8月16日 - 20日） - 上條倫子の代役
- 恋してトラベル（2010年12月26日）- 司会
- ディープピープル（2011年3月まで）
- 極める!「名水学」（2011年3月、Eテレ） - 語り手
- ITホワイトボックス（2011年4月 - 7月頃まで、Eテレ） - ナレーション
- 梅ちゃん先生1週間・5分で梅ちゃん先生 - ナレーター
- ワイルドライフ 第95回（2012年5月7日、BSプレミアム） - ナレーション
- きょうの料理（2012年10月　- 2013年3月） - 進行
- 知られざる野生  パラオ クラゲ舞う神秘の湖（2013年7月6日） - ナレーター

松山放送局時代（2013年度 - 2017年度）
- おはようえひめ[5]
- 愛媛県のニュース（月曜・金曜担当）

東京アナウンス室時代（2度目）（2018年度 - ）
- ニッポンの里山 ふるさとの絶景に出会う旅「コンブの浜 北海道 礼文島、利尻島」- ナレーション
- ごごナマ （2018年4月 - 2021年3月） - 火・水曜プレゼンター
- サンドウィッチマンの天使のつくり笑い（2020年4月 - 2021年3月、ラジオ第1） - 森下絵理香と隔週交代
- 晩秋のヨーロッパ 鉄道の旅 アルプスからシチリアへ（2021年12月11日、BSプレミアム） - 語り[6]
- ニュースLIVE！ゆう5時（2022年4月4日） -『値上げ?値下げ?お財布ニュース』プレゼンテーター
- グッチ裕三の日曜ヒルは話半分（2022年4月 - 2023年3月） - 司会